# 勒波泰勒
勒波泰勒（法語：Le Portel，法語發音：[lə pɔʁtɛl]）是法国上法蘭西大區加来海峡省的一个市镇，属于滨海布洛涅区。

## 地理
勒波泰勒（50°42'24"N, 1°34'24"E）面积3.85 平方千米，位于法国上法蘭西大區加来海峡省，该省份为法国北部沿海省份，西北濒北海，南至索姆省，东临北部省。
与勒波泰勒接壤的市镇（或旧市镇、城区）包括：滨海布洛涅、埃基昂普拉日、乌特罗。
勒波泰勒的时区为UTC+01:00、UTC+02:00（夏令时）。

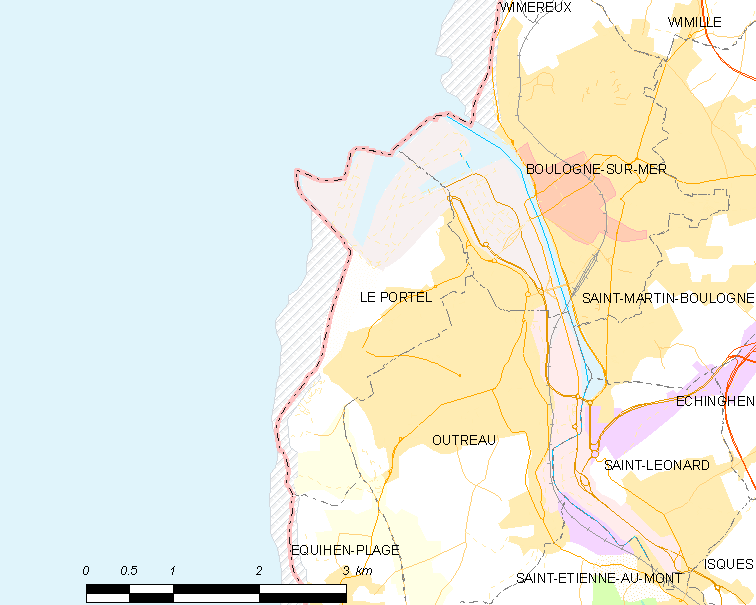
勒波泰勒的OSM定位图

## 行政
勒波泰勒的邮政编码为62480，INSEE市镇编码为62667。

## 政治
勒波泰勒所属的省级选区为滨海布洛涅第二县。

## 人口

1962-2008年间勒波泰勒人口变化图示

勒波泰勒于2022年1月1日时的人口数量为8824人。